# Újlengyel
Újlengyel község Pest vármegyében, a Dabasi járásban.

## Fekvése
A vármegye déli részén található; mindössze 6 kilométerre van  Pusztavacstól, amely már a megyehatáron fekszik (egyben ott van Magyarország földrajzi középpontja is). A község a Kiskunság északi szegletének erdői között búvik meg; lakói precíz rendben tartják településük nyugalmat sugárzó utcáit, tereit. Határának tanyáiban még érezhető e régi alföldi életforma máig tartó büszkesége.

## Megközelítése
Újlengyel közel azonos távolságra fekszik a térség két legfontosabb főútjától, a 4-es és az 5-ös főutaktól; az M5-ös autópálya újhartyáni csomópontja pedig csak pár kilométerre van tőle. Az 5-ös főútról Dabasnál kell letérniük az Újlengyelre utazóknak, a 4606-os útra; ugyanez az út csatlakozik a 4-es főúthoz is, Pilisen. Az autópálya-csomópont és a 4-es főút, illetve az M4-es autóút albertirsai szakaszai közt az elmúlt években elkészült a 405-ös főút is, azon szintén elérhető a település.
A faluközpont főutcája egyébként szintén állami közútnak minősül: ez a 4601-es út, amely tulajdonképpen azonos a régi nagykőrösi országúttal, tehát formálisan Budapest belvárosától Nagykőrösig vezet, sőt még onnan is tovább, Tiszakécske belvárosáig. Újlengyel megközelítésében azonban ez az út nem játszik szerepet (még a helyközi közlekedésben sem sokat), mert hosszú szakaszai burkolatlan földútként húzódnak, a települést megelőző és az azt követő részén is.

## Története
Újlengyel területén a bronzkorból maradtak fenn az első emberi megtelepedés emlékei. A mai falu környékén a középkorban egy Vatya nevű község létezett, amely a Nagykőrös és Pest közötti marhahajtó útvonal egyik állomása volt. A környék többi falujához hasonlóan Vatya is elpusztult a törökök megjelenését követő időszakban.
Vatya-puszta a török háborúk lezárultát követően még sokáig üresen állt. Tulajdonosai a Bihary és Steinlein családok voltak. A pusztán az idő előrehaladtával majorok és tanyák jöttek létre, a tanyagazdák főként a szomszédos Újhartyánról érkeztek a településre. A 19. század második felére a népesség már 500 fő körülire növekedett, ám a pusztán zárt falusi terület továbbra sem volt. A mai Újlengyel létrehozását Lengyel Zoltán, a Tisza-vidéki Hitelintézet igazgatója kezdeményezte. A területen működő nagygazdaság csődje miatt a birtokot felosztották; Lengyel Zoltán a birtok csődbiztosaként parcellákat értékesített a letelepedésre vállalkozó parasztság számára, az iskola, a templom és a községháza részére pedig ingyen biztosított területet. Az alapító iránt érzett hálából a település 1907-ben a Lengyelfalva nevet vette fel.
Újlengyel 1946-ig Újhartyán része volt és 1946-ban alakult önálló községgé Lengyelfalva ideiglenes néven, ma is érvényes végleges elnevezését egy évvel később állapították meg.
1952-re épült fel a falu első temploma, 1955-ben pedig bevezették a villanyvilágítást. A mezőgazdaság kollektivizálása során a lakosság jelentős része változtatott szakmát. A mezőgazdasági tevékenységgel felhagyók számára nagy vonzerőt jelentett Budapest és az ott lévő zömében ipari munkahelyek. Előbb az ingázók száma növekedett, majd az elvándorlás miatt a település lakossága csökkenni kezdett.
1950-től a községben önálló tanács működött, 1977-től azonban tanácsát összevonták Újhartyánéval, melynek társközsége lett. 1990-ben, a rendszerváltozást követően az ország valamennyi községéhez hasonlóan itt is települési önkormányzat alakult.

### Vatya-kultúra
Évezredekkel ezelőtt a környék a Duna ősi ágába torkolló patakok és vízhez közeli buckák sorából állt, melyek kiváló lehetőséget biztosítottak itt az ember letelepedésére. E letelepedések első nagy korszaka a bronzkor középső harmadára esett.
1905-1906 körül a Kőrösi út nyugati felén húzódó vatyapusztai kaszálók egyik tojásdad alakú dombján szántás közben urnasírokat fordított ki az eke. Az esemény bejelentése után Kada Elek kecskeméti polgármester vezetésével 364 urnából álló temetőt tártak fel itt. Kada Elek az Archeológiai Értesítőben adott ki a feltárásról egy rövid tájékoztatást.
Később, Gordon Childe a kiváló angol tudós a Duna-vidék őskoráról 1927-ben megjelent tanulmányában e leletekről nevezte el „vatya kultúrának” azt a régészeti kultúrát, amely a Dunántúlon alakult ki, majd a Dunán átlépve az i. e. 1700-1300 körüli századokban sűrűn megszállta a vidéket.
Bár a vatyai ásatások leletanyaga az 1920-as évek földrengése, majd a második világháború hadműveletei következtében megsemmisült, a középső bronzkorban virágzó kultúrát - melynek tudományos feldolgozását 1938-ban Patay Pál, 1958-ban Bóna István végezte el -, máig vatyai kultúra néven tartja számon az archeológia.
A környéken élt földművelő népességek telephelyeiket több száz éven át lakták, hamvasztott halottaikat pedig, mint itt is, urnákban temették el.

## Közélete

### Polgármesterei
- 1990–1994: Cserna Ferenc (független)[4]
- 1994–1998: Cserna Ferenc (független)[5]
- 1998–2002: Cserna Ferenc (független)[6]
- 2002–2006: Cserna Ferenc (független)[7]
- 2006–2010: Cserna Ferenc (független)[8]
- 2010–2014: Petrányi Tamás (független)[9]
- 2014–2019: Petrányi Tamás (független)[10]
- 2019–2024: Petrányi Tamás (független)[11]
- 2024– : Petrányi Tamás (független)[1]

## Népesség
A település népességének változása:
| Lakosok száma | 1672 | 1678 | 1703 | 1660 | 1768 | 1747 | 1806 |
|               | 2013 | 2014 | 2018 | 2021 | 2022 | 2023 | 2024 |

A 2011-es népszámlálás során a lakosok 88,3%-a magyarnak, 1,3% németnek, 0,2% románnak, 0,2% szlováknak mondta magát (11,7% nem nyilatkozott; a kettős identitások miatt a végösszeg nagyobb lehet 100%-nál). A vallási megoszlás a következő volt: római katolikus 62,5%, református 6,1%, evangélikus 2,4%, görögkatolikus 0,4%, felekezeten kívüli 5,4% (21,9% nem nyilatkozott).
2022-ben a lakosság 92,7%-a vallotta magát magyarnak, 1,8% németnek, 0,3% szlováknak, 0,3% cigánynak, 0,3% románnak, 0,2% ukránnak, 0,2% lengyelnek, 0,1-0,1% szerbnek, horvátnak, görögnek, örménynek, bolgárnak és ruszinnak, 1,8% egyéb, nem hazai nemzetiségűnek (7,1% nem nyilatkozott; a kettős identitások miatt a végösszeg nagyobb lehet 100%-nál). Vallásuk szerint 46,7% volt római katolikus, 7,4% református, 1,8% evangélikus, 0,2% görög katolikus, 0,1% ortodox, 0,7% egyéb keresztény, 0,6% egyéb katolikus, 10,5% felekezeten kívüli (31,8% nem válaszolt).

## Nevezetességei
- A település nyugati határában erdős-füves homoki pusztai terület, pusztai templom romja (már Csévharaszt területén)
- A település keleti határában kiterjedt tanyavilág, több pusztai vendégfogadással foglalkozó tanyai gazdasággal.

## Galéria

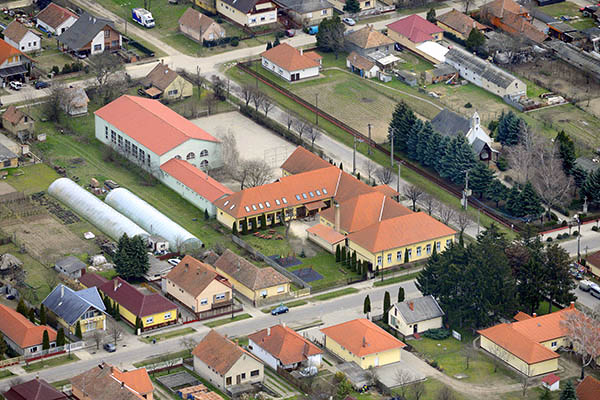
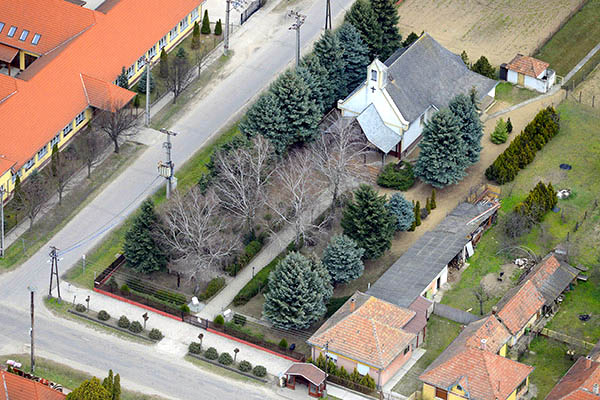
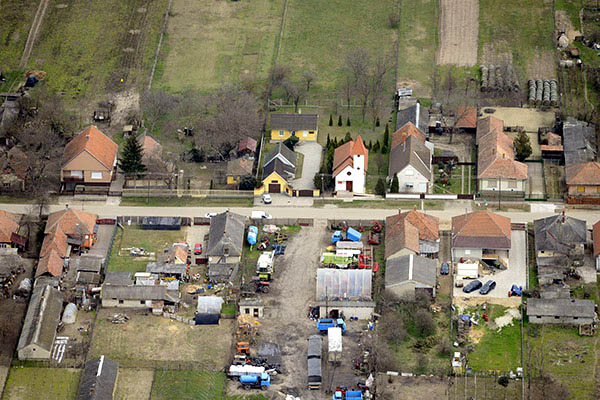
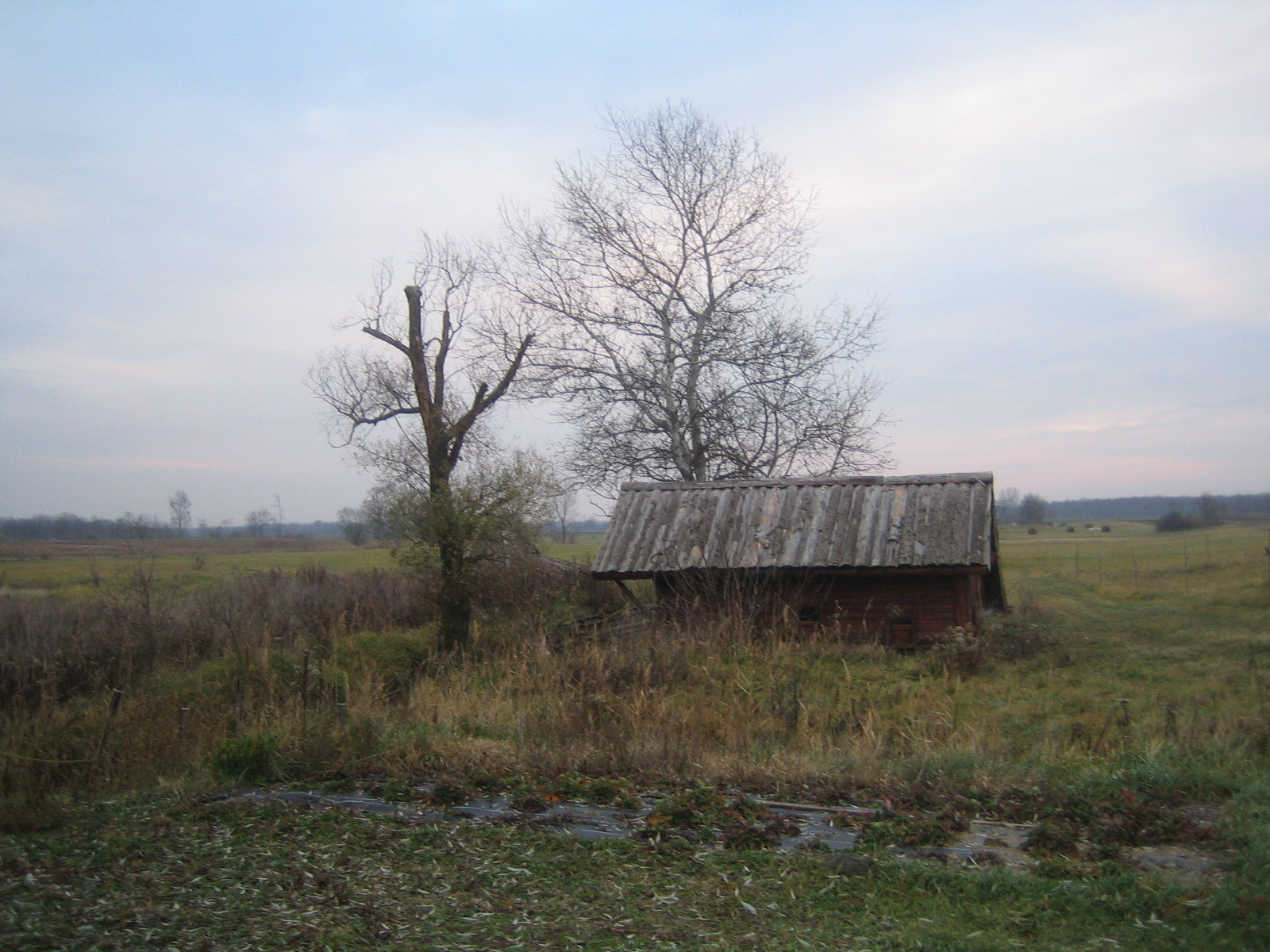